# Necydalis bicolor
Necydalis bicolor är en skalbaggsart som beskrevs av Pu 1992. Necydalis bicolor ingår i släktet stekelbockar, och familjen långhorningar. Inga underarter finns listade i Catalogue of Life.